# Spilocaea pyracanthae
Spilocaea pyracanthae är en svampart som först beskrevs av G.H. Otth, och fick sitt nu gällande namn av Arx 1957. Spilocaea pyracanthae ingår i släktet Spilocaea och familjen Venturiaceae.   Inga underarter finns listade i Catalogue of Life.